# Lycenchelys lonchoura
Lycenchelys lonchoura es una especie de pez de la familia de los Zoarcidae en el orden de los perciformes.

## Morfología
Las hembras pueden alcanzar 37 cm de longitud total.

## Hábitat
Es un pez de mar y de aguas profundas que vive hasta los 860 m de profundidad.

## Distribución geográfica
Se encuentra en el Pacífico suroriental (Perú).